# 경주 김씨 효열비각
경주김씨 효열비각은 대한민국 충청남도 금산군 제원면 대산길 101에 있다. 2011년 8월 16일 금산군의 향토유적 제12호로 지정되었다.

## 개요
김현동의 처 경주김씨(1821~?)의 효행과 열행을 기리기 위해 건립되었다. 김해김씨 문중과 유림의 추천으로 효열 표창이 내려지고 그 효행을 기리기 위하여 1936년에 효열비각이 건립되었다. 비각은 정면 1칸, 측면 1칸의 목조건물로 고주초석을 놓고 둥근기둥을 세웠으며 홍살을 둘렀으며 왼편에는 출입문을 두었다. 비석 크기는 너비 46cm, 높이 78cm, 폭 17cm, 총 높이 101cm이다.